# Clube Atlético Francisco Lorda
O Clube Atlético Francisco Lorda é um clube brasileiro da cidade de Fortaleza, capital do estado do Ceará.  Disputou Campeonatos Cearenses de futsal  tendo ganho o estaduais de 1959 e 1960 do estado.

## Títulos
- Campeonato Cearense de Futsal :1959 e 1960